# Liste der Kulturdenkmäler in Henau (Hunsrück)
In der Liste der Kulturdenkmäler in Henau sind alle Kulturdenkmäler der rheinland-pfälzischen Ortsgemeinde Henau aufgeführt. Grundlage ist die Denkmalliste des Landes Rheinland-Pfalz (Stand: 27. Oktober 2023).

## Denkmalzonen
| Bezeichnung                       | Lage                                                  | Baujahr                            | Beschreibung | Bild                           |
| --------------------------------- | ----------------------------------------------------- | ---------------------------------- | --- | ------------------------------ |
| Denkmalzone Burgruine Koppenstein | nordöstlich des Ortes auf der Koppensteiner Höhe Lage | zweite Hälfte des 13. Jahrhunderts | Gründung im 10. Jahrhundert (?); Oberburg mit fünfseitigem Bergfried, zweite Hälfte des 13. Jahrhunderts; Unterburg, die Süd-, Ost- und Nordostseite von doppelter Ringmauer umschlossen, Zugang im Süden, unterhalb des Bergfrieds Reste des Palas, Rechteckbau mit Ecktourellen | weitere Bilder Fotos hochladen |

## Einzeldenkmäler
| Bezeichnung    | Lage                                         | Baujahr         | Beschreibung                                       | Bild            |
| -------------- | -------------------------------------------- | --------------- | -------------------------------------------------- | --------------- |
| Wasserbehälter | Hauptstraße, am nordwestlichen Ortsrand Lage | 1924            | hexagonaler Bruchsteinbau, Zinnen, bezeichnet 1924 | Fotos hochladen |
| Wohnhaus       | Soonwaldstraße, hinter Nr. 1 Lage            | 19. Jahrhundert | Fachwerk-Doppelhaus, verkleidet, 19. Jahrhundert   | BW              |